# Illertissen
Illertissen település Németországban, azon belül Bajorországban. Lakosainak száma 18 578 fő (2023. december 31.). Illertissen Bellenberg, Weißenhorn, Buch (Schwaben), Unterroth, Altenstadt (Iller) és Auwald községekkel határos.

## Népesség
A település népessége az elmúlt években az alábbi módon változott:
| Lakosok száma | 1339 | 5027 | 8070 | 13 438 | 16 647 | 16 730 | 17 130 | 17 266 | 17 843 | 18 578 |
|               | 1875 | 1950 | 1975 | 1987   | 2012   | 2014   | 2016   | 2017   | 2021   | 2023   |

## Személyek
- itt született Marc Forster (1969) filmrendező
- itt született Verena Sailer (1985) sportoló